# ダヴィッド同盟舞曲集

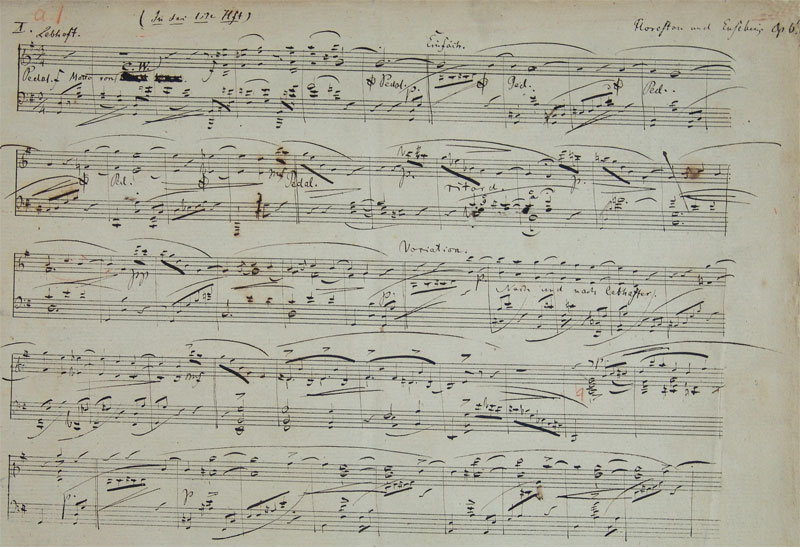
ダヴィッド同盟舞曲集の自筆譜

『ダヴィッド同盟舞曲集』（ダヴィッドどうめいぶきょくしゅう、ドイツ語: Die Davidsbündlertänze）作品6は、ロベルト・シューマンが1837年に作曲し、自費出版したピアノ曲集である。

## 概要
「ダヴィッド同盟」というのはシューマンが考え出した架空の団体であり、保守的な考えにしがみついた古い芸術に対して新しいものを創作するために戦っていく人達とされている。本作品の他、作品9の『謝肉祭』にも登場する。
この架空の団体はフロレスタン（F）とオイゼビウス（E）の2人が主役である。前者は明るく積極的な「動」を象徴し、後者は冷静で思索的な「静」を象徴する人物であるとされるが、この2つの性質はシューマン自身の二面性を表しているものに他ならない。楽譜には、曲の性格が「動」であるときはフロレスタンの頭文字である"F"が書かれ、「静」であるときはオイゼビウスを表す"E"が書かれている。
全体は第1～第9曲を第1部、第10～第18曲を第2部と分けることができ、第1曲は両方の性質を示すとされ、更に第1部の終曲である第9曲と全体の終曲である第18曲は、どちらもハ長調となり、どちらの性格にも属さず、物語が書かれている。
なお、作品は初稿と第2稿の2種が存在し、初稿はフロレスタンとオイゼビウス名義で、第2稿はシューマン名義で出版された。2つの稿は細部が異なっている他、第2稿では"E"と"F"や格言などの記述は削除され、単に「18の性格的小品」とされた。

## 曲の構成
冒頭に、
「いつの世にも
喜びは悲しみと共にある。
喜びにはひかえめであれ。
悲しみには勇気をもって備えよ。」
という古い格言が書かれている。
第1曲 Vivace ト長調 Florestan und Eusebius　元気よく
後に妻となるクララ・ヴィークが作曲したマズルカの動機が用いられている。
Clara Schumann: Soirées musicales, Op. 6 - No.5 Mazurka

クララ・シューマン『音楽の夜会』Op.6 - 第5曲「マズルカ」
お使いのブラウザーでは、音声再生がサポートされていません。音声ファイルをダウンロードをお試しください。
Robert Schumann: Davidsbündlertänze, Op.6 - 1. Lebhaft

ロベルト・シューマン『ダヴィッド同盟舞曲集』Op.6 - 1. 元気よく
お使いのブラウザーでは、音声再生がサポートされていません。音声ファイルをダウンロードをお試しください。
第2曲 Con intimo sentimento ロ短調 E.　心からの
瞑想的な曲
第3曲 Un poco impetuoso ト長調 F.　ユーモアをもって
第4曲 Con impazienza ロ短調 F.　辛抱しきれず
シンコペーションを多用した、裏打ちのリズムによる情熱的な曲
第5曲 Senplce ニ長調 E.　単純に
主題が中間部で、3連符によって変奏される。
第6曲 Molto vivo,con intimo fervore ニ短調 F.　きわめて速く
飛び跳ねるようなリズムで一貫している
第7曲 Non presto profondamente espressivo ト短調 E.　速くなく
アルペッジョのモティーフが印象的。中間部は遠隔調の変イ長調となる。
第8曲 Con frescezza ハ短調 F.　生き生きと
鍵盤を打ち付けながら激しく駆け回る
第9曲 ハ長調　元気よく
「ここでフロレスタンは口をつぐんだ。すると、彼の唇は苦痛で打ち震えた。」とある。
終止続く付点リズムが華麗
第10曲 Alla ballata molto vivo ニ短調 E.　バラード風に､きわめて速く
第11曲 Senplice ニ長調 E.　単純に
ユニゾンや内声部で、優しく歌われる
第12曲 Con umore ロ短調 F.　ユーモアをもって
高音部で軽やかに跳ねる
第13曲 Selvaggio e gaio ロ短調 F.u.E.　荒々しく､そしてほがらかに
オクターヴで打ち付ける激しい部分(F)と、コラール的な部分(E)からなる。
第14曲 Dolce e cantando 変ホ長調 E.　優しく歌いながら
流れるような伴奏の上に美しい旋律が歌われる。
第15曲 Vivo-Poco piu mosso-TempoⅠ 変ロ長調 F.u.E.　元気よく
オクターヴが跳躍する主部(F)と、分散和音の伴奏の上に幅の広い旋律が歌われる中間部(E)からなる。
第16曲 Con buon umore ト長調　快いユーモアももって
ト長調であるが、ニ長調で終始するため調性感が不明瞭。ロ短調のTrioのあとは主部に戻らず、保続音を保ったまま、そのまま次の曲へ受け継がれる。
第17曲 Come da lontano ロ長調 F.u.E.　遠くからのように
前曲の流れから、そのまま開始される。途中で第2曲の主題が回帰される。
第18曲 Non presto ハ長調　速くなく
「まったく余計なことに、オイゼビウスはさらに次のことを加えた。しかしその時、彼の目には多くの幸運が浮かんでいた。」とある。最後はどちらの性格にも属さない優雅なワルツとなり、静かに全曲は閉じられる。

## その他
- 日本の音楽ユニットであるALI PROJECTのアルバム『Poison』収録楽曲である「Animals on the Earth」のサビは第11曲 Senplice ニ長調 Eを引用している。